# Андипакси
Анди́пакси (греч. Αντίπαξος ή Αντίπαξοι)  — греческий остров в Ионическом море. Входит в Ионические острова. Расположен примерно в 3 километрах к югу от острова Пакси. Входит в сообщество Гайос в общине Пакси в периферийной единице Керкира в периферии Ионические острова. Площадь острова составляет 4,598 км². Население 20 жителей по переписи 2011 года. В настоящее время основными занятиями жителей является виноградарство. Развивается и сфера обслуживания туристов.

## Население
| Год  | Население, человек |
| ---- | ------------------ |
| 1991 | 60                 |
| 2001 | 24                 |
| 2011 | ↘ 20               |